# Sweder van Wijnbergen
Sweder Jan Gijsbert baron van Wijnbergen (Haarlem, 7 april 1951) is een Nederlands econoom.

## Biografie
Van Wijnbergen, lid van de familie Van Wijnbergen, is een zoon van de hoogleraar staatsrecht en bestuursrecht Sijward Ferdinand Lodewijk baron van Wijnbergen en was tot 2015 lid van de Partij van de Arbeid.
Na zijn doctoraalexamen natuurkunde aan de Universiteit Utrecht (1975) en zijn doctoraal econometrie aan de Erasmus Universiteit (1977), vertrok Van Wijnbergen naar het MIT, waar hij in 1980 promoveerde in de economie. Van 1980 tot 1992 werkte Van Wijnbergen als econoom bij de Wereldbank, met als aandachtsgebieden eerst Mexico en Latijns-Amerika en daarna (na de val van de Muur) Oost-Europa. Van 1992 tot 1997 was hij hoogleraar macro-economie aan de Universiteit van Amsterdam.
In 1997 werd Van Wijnbergen door de toenmalige minister van Economische Zaken, Hans Wijers, naar diens departement gehaald. Hij werd er secretaris-generaal. Opschudding bracht hij teweeg toen hij in 1999, als grap, voorstelde het Openbaar Ministerie te privatiseren. Met Wijers' opvolger, Annemarie Jorritsma, kon hij niet goed overweg. Onder andere zijn kritiek op de belastingplannen van Gerrit Zalm en Willem Vermeend bracht hem in conflict met Jorritsma. Liever dan zich te laten ontslaan, stapte hij in september 1999 zelf op.
Daarna werd Sweder van Wijnbergen opnieuw hoogleraar economie aan de Universiteit van Amsterdam. Hij heeft talloze adviezen aan overheden en instellingen verstrekt op het gebied van belastingen, pensioenen, financiële hervormingen en privatisering.
- Bibliothèque nationale de France: cb11887793s (data)
- Gemeinsame Normdatei: 132247070
- International Standard Name Identifier: 0000 0000 8172 9944
- Library of Congress Control Number: n82060050
- Nationale Bibliotheek van Letland: 000093201
- Mathematics Genealogy Project: 215185
- Nationale Bibliotheek van Tsjechië: pna2007389336
- Nationale Bibliotheek van Israël: 987007366560205171
- Nederlandse Thesaurus van Auteursnamen: 072251190
- ORCID: 0000-0003-2450-074X
- Parlement.com: vg09lm02zbrd
- Système universitaire de documentation: 026673916
- Trove: 1288372
- Virtual International Authority File: 108223803
- WorldCat: E39PBJhH4HfdjDHpCgTgcJJ7HC